# Nesticus latiscapus
Nesticus latiscapus är en spindelart som beskrevs av Takeo Yaginuma 1972. Nesticus latiscapus ingår i släktet Nesticus och familjen grottspindlar. Utöver nominatformen finns också underarten N. l. kosodensis.